# Apalo Touré
 (mai 2025).
Apalo Alexandre Touré, né le 6 octobre 1959 à Zuénoula (Côte d'Ivoire), est un général de corps d'armée de la Gendarmerie nationale ivoirienne.

## Biographie

### Carrière militaire
Né le 6 octobre 1959 à Zuénoula, à l'ouest de la Côte d'Ivoire, Apalo Alexandre Touré est d'origine tagbana. Il intègre le 2e bataillon d'infanterie de Daloa en qualité de soldat dans l'armée, identifié dans la classe 79-1A. Candidat et admis au concours de la Gendarmerie nationale, il quitte les militaires et rejoint la maréchaussée à Abidjan le 6 octobre 1980. il y passe sept ans, au sein de l'escadron Véhicule de l'avant blindé d'Agban. Dès octobre 1989, il est admis au concours d'entrée à l'école des forces armées de Bouaké, devenue académie des forces armées. Au terme de cette formation d'officier à Bouaké et du cours d'application à Abidjan, il retourne dans son escadron VAB d'Agban en 1992, cette fois comme commandant de peloton VAB à Abidjan. Après huit années dans la cavalerie, il rejoint la gendarmerie territoriale.
Apalo Touré est diplômé de l'Institut d'études stratégiques et de défense (IESD).
Il dirigera les deux principales écoles de gendarmerie de Côte d'Ivoire en qualité de commandant école : celle de Toroguhé de 2010 à 2011 et celle d'Abidjan de 2011 à 2017, avant d'être nommé en 2017 commandant supérieur en second de la gendarmerie nationale. Puis, il devient commandant supérieur de la gendarmerie nationale le 28 décembre 2018.

### Diplômes civils
Après l'obtention de son baccalauréat en droit à la faculté de droit en 1985, il obtient en 2005 une licence en criminologie et un DEA, diplôme d'études approfondies en criminologie en 2007. Six ans plus tard, c'est-à-dire en 2013, il retourne sur les bancs pour cette fois décrocher son doctorat en criminologie, option sociologie criminelle.

## Récompenses et distinctions
- Chevalier dans l'ordre national (2014)
- Médaille de sauvetage, échelon or (2018)
- Chevalier de l'ordre national de la Légion d'honneur français (2021)[4]
- Commandeur de l'ordre du Mérite de la fonction publique (2022)